# باشگاه فوتبال اسکوایرز گیت
باشگاه فوتبال اسکوایرز گیت (به انگلیسی: Squires Gate Football Club) یک باشگاه فوتبال در شهر بلک‌پول، کشور انگلستان است که در سال ۱۹۴۸ میلادی تأسیس شده‌است.